# Lactarius scoticus
Lactarius scoticus es una especie de hongo del género Lactarius de la familia Russulaceae. Se distribuye por Europa.
Fue descrita por primera vez por los micólogos británicos Miles Joseph Berkeley y Christopher Edmund Broome en 1879.